# Zdeněk Zeman
Zdeněk Zeman (Praga, 12 maggio 1947) è un allenatore di calcio ceco naturalizzato italiano.
Nel corso di una lunga carriera, iniziata nel 1969 e spesa quasi interamente in Italia, ha vinto un campionato di Serie C2 (1984-1985) e due campionati di Serie B (1990-1991 e 2011-2012), distinguendosi per un calcio offensivo e spettacolare.
È colloquialmente noto come il Boemo, per via delle sue origini, e Sdengo, il nome italianizzato attribuitogli dal presidente del Foggia, Pasquale Casillo.

## Biografia

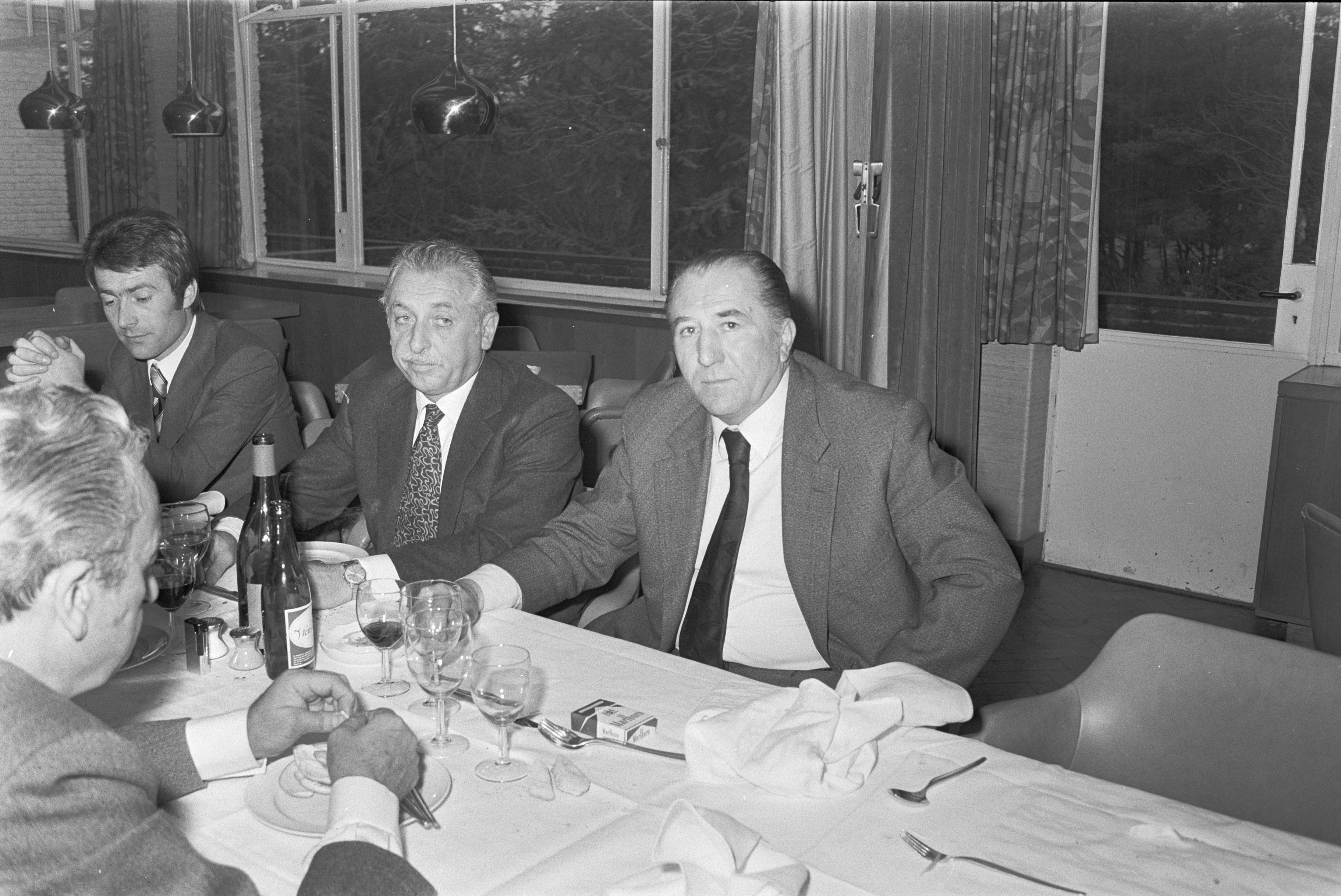
Il calciatore e allenatore cecoslovacco Čestmír Vycpálek (a destra), zio materno di Zeman

Nasce nel 1947 a Praga, all'epoca capitale della Cecoslovacchia, in un quartiere residenziale sulle rive della Moldava. Il padre Karel è un primario ospedaliero, mentre la madre Květuše Vycpálková è una casalinga. Sarà lo zio materno Čestmír Vycpálek, ex giocatore e allenatore due volte campione d'Italia alla guida della Juventus, a trasmettergli la passione per il calcio.
Tra il 1966 e il 1968 parte, con la sorella Jarmila, per Palermo, per passare le vacanze estive insieme allo zio Čestmír, ma, proprio in quegli anni, scoppia l'insurrezione politica che porterà ai moti della cosiddetta Primavera di Praga. Nella notte fra il 20 e il 21 agosto 1968, l'Unione Sovietica invade la Cecoslovacchia: tale instabilità politica lo porta a trasferirsi definitivamente in Italia, di cui ottiene in seguito la cittadinanza. Si laurea all'ISEF di Palermo con una tesi sulla medicina dello sport, con il massimo dei voti; quindi diventa insegnante di educazione fisica presso l'Istituto Gonzaga del capoluogo siciliano.
In Sicilia conosce Chiara, sua futura moglie, con la quale avrà due figli tra cui Karel, anch'egli divenuto allenatore con una carriera prettamente nelle serie minori italiane. Aveva conosciuto la donna, in passato una nuotatrice, quando era alla guida della società di nuoto Lauria.

## Caratteristiche tecniche
Insieme a Luìs Vinicio, Corrado Viciani e Arrigo Sacchi, Zeman è considerato come uno degli importatori del calcio totale di Rinus Michels nel campionato italiano, anche se non completamente, perché il boemo si è ispirato anche al calcio danubiano tipico della sua terra e generalmente dell'Est Europa. Utilizza il modulo tattico 4-3-3 (anch'esso tipico del calcio cecoslovacco e più in generale dell'Europa orientale) offensivo e spettacolare fin dal reparto difensivo che, schierato in linea, si muove a ridosso della linea mediana del campo. I terzini effettuano sovrapposizioni a ripetizione, mentre il centrocampista centrale è in grado di fare sia il regista sia di inserirsi in area di rigore, e anche gli altri due centrocampisti partecipano alla fase offensiva. Le due ali, invece, si muovono liberamente su tutto il fronte d'attacco senza dare punti di riferimento. Questo schema tattico, basato sulla costruzione di triangoli in ogni zona del campo, è abbinato al ricorso a ripetute verticalizzazioni e alla palla giocata bassa. Zeman è noto anche come scopritore di talenti, in quanto nelle squadre che ha allenato ha lanciato e valorizzato molti giocatori che, successivamente, sono stati apprezzati anche a livello internazionale.

## Carriera

### Gli esordi
In Cecoslovacchia ha giocato a calcio nelle giovanili dello Slavia Praga (squadra di cui è tifoso), e a hockey su ghiaccio, nuoto, pallanuoto, pallacanestro, pallamano e pallavolo; tra questi sport, ha proseguito in particolare l'attività pallamanistica anche in Italia, diventando allenatore e giocatore dell'Omeostasi Club. Ha praticato anche l'atletica leggera.
Le sue prime esperienze come allenatore in Italia avvengono in squadre dilettantistiche siciliane (Cinisi, Bacigalupo su segnalazione di Marcello Dell'Utri, Carini, Esakalsa e Misilmeri). Ottiene il patentino di allenatore professionista a Coverciano nel 1979 e, grazie anche all'intercessione dello zio, è chiamato ad allenare le giovanili del Palermo, dove resta fino al 1983 allenando Giovanissimi e Primavera. Qui viene soprannominato il muto da parte di Franco Marchione, all'epoca accompagnatore delle squadre giovanili rosanero. Nel marzo del 1981 l'allenatore della prima squadra del Palermo, Fernando Veneranda, viene esonerato, ma Zeman non può subentrargli poiché qualche giorno prima era stato squalificato per aver alzato la voce durante una partita della squadra Primavera; in panchina, in occasione della partita vinta per 3-1 sul Milan, va Erminio Favalli, ma la gara viene comunque preparata tatticamente proprio da Zeman. Proprio in quel periodo, il Palermo viene definito la piccola Olanda rosanero, visto il gioco spettacolare espresso già da allora, sul modello dell'Ajax e della nazionale olandese.

Zeman al Parma nel 1987, a colloquio con Susic e Apolloni

Dopo tre buone stagioni a Licata, dove nel 1984-85 ottiene la vittoria del campionato di Serie C2, portando così la squadra gialloblù, definita "la nazionale siciliana" perché aveva in rosa solo giocatori siciliani e in gran parte palermitani, per la prima volta nella sua storia in Serie C1, nel 1986 viene ingaggiato prima dal Foggia in Serie C1, venendo esonerato alla 27ª giornata (dopo la sconfitta 5-0 in casa del Cosenza) e sostituito dal secondo Roberto Balestri, e poi dal Parma in Serie B, dove nel precampionato sconfigge il Milan allenato da Arrigo Sacchi nella fase a gironi di Coppa Italia, dopo i tiri di rigore, per poi essere esonerato il 25 ottobre dopo la sconfitta per 3-1 nel derby emiliano contro il Bologna al Dall'Ara. Esaurita la breve esperienza nella città ducale, Zeman torna in Sicilia alla guida del Messina, chiudendo all'ottavo posto con il miglior attacco del campionato di Serie B 1988-1989 e lanciando Salvatore Schillaci, laureatosi capocannoniere a fine stagione.

#### IlFoggia dei miracoli
Dopo l'unica stagione in riva allo stretto, viene ingaggiato nuovamente dal Foggia, neopromosso in Serie B, di cui è proprietario e presidente l'imprenditore del settore cerealicolo Pasquale Casillo, coadiuvato dal direttore sportivo Giuseppe Pavone. Nasce quindi, nel 1989, il Foggia dei miracoli, caratterizzato da un 4-3-3 spiccatamente offensivo e da un gioco spumeggiante. La squadra, dopo aver vinto il campionato di Serie B 1990-1991 con il miglior attacco del campionato – grazie al contributo determinante del trio delle meraviglie composto da Francesco Baiano (capocannoniere del campionato), Giuseppe Signori e Roberto Rambaudi (i primi due sono riusciti anche a giocare qualche partita in nazionale maggiore durante il periodo trascorso a Foggia) –, si è salvato per tre stagioni nella massima serie, ottenendo come migliori piazzamenti due noni posti maturati nell'edizione 1991-1992, con il secondo migliore attacco del torneo (dietro al Milan campione d'Italia), e, nonostante la sopravvenuta cessione del trio delle meraviglie, nell'annata 1993-1994, in quest'ultimo caso mancando l'accesso in Coppa UEFA solo perché sconfitto (0-1) dal Napoli, diretta concorrente per lo slot europeo, all'ultima giornata di campionato.

Baiano, Signori e Rambaudi, il trio delle meraviglie del Foggia di Zeman

In queste stagioni ha lanciato nel calcio ad alti livelli anche Luigi Di Biagio, che ha ritrovato alla Roma (Di Biagio, durante le stagioni in giallorosso, è riuscito anch'egli a conquistare la nazionale maggiore), Francesco Mancini e i due russi Igor' Kolyvanov e Igor' Šalimov.

#### Le esperienze con Lazio e Roma
Per il campionato di Serie A 1994-1995 viene ingaggiato dalla Lazio, in cui ritrova come giocatori Giuseppe Signori e Roberto Rambaudi, che ha anch'esso successivamente raggiunto la nazionale maggiore. Con la squadra biancoceleste il tecnico boemo centra subito un terzo posto in campionato, finendo dietro il pari punti Parma per classifica avulsa, seppure entrambe ampiamente staccate dalla Juventus campione d'Italia; anche stavolta la squadra di Zeman risulta quella con il miglior attacco del campionato, merito soprattutto delle goleade con Fiorentina (8-2) e Foggia (7-1), oltre alle vittorie altrettanto nette contro Napoli (5-1), Milan (4-0), Inter (4-1) e Juventus (3-0), che si alternano a sconfitte come lo 0-3 incassato nel derby di andata contro la Roma. La compagine romana arriva fino ai quarti di finale di Coppa UEFA persi col Borussia Dortmund, mentre in Coppa Italia si ferma in semifinale, eliminata da una doppia sconfitta con la Juventus.
La seconda stagione sulla panchina biancoceleste segue la falsariga della prima, con risultati come il 4-0 inflitto alla Juventus di Marcello Lippi, che permettono alla Lazio di giungere ancora al terzo posto, con il miglior attacco del campionato e Signori capocannoniere. In Coppa Italia viene eliminata dall'Inter ai quarti di finale, mentre in Coppa UEFA non va oltre i sedicesimi, eliminata dai francesi dell'Olympique Lione.

Zeman alla Lazio nel 1995, assieme al proprio giocatore Paul Gascoigne

Alla terza stagione, dopo la cessione di giocatori chiave come Bokšić, Di Matteo e Winter, la Lazio non riesce a esprimersi bene durante il girone di andata, venendo al contempo eliminata in Coppa Italia ai quarti dal Napoli, poi finalista dell'edizione, e in Coppa UEFA ai sedicesimi dal Tenerife. Dopo la sconfitta interna subìta da parte del Bologna per 1-2, il 26 gennaio 1997, il tecnico boemo viene esonerato e sostituito da Dino Zoff; questo, nonostante le proteste della tifoseria biancoceleste in contrasto con la decisione societaria. In quest'esperienza ha comunque contribuito all'affermazione di Alessandro Nesta, promosso dal settore giovanile, e del neoacquisto nonché connazionale Pavel Nedvěd, oltre a lanciare il promettente Marco Di Vaio, anch'esso proveniente dal vivaio laziale.
Nell'annata successiva (1997-1998) il proprietario e presidente della Roma, Franco Sensi, gli offre la panchina giallorossa; Zeman accetta di passare nella sponda opposta del Tevere per rilanciare una squadra che nel campionato precedente aveva inaspettatamente rischiato la retrocessione fino a poche giornate dal termine. Dopo una rivoluzione sul mercato e prestazioni in risalita, a fine stagione i giallorossi chiudono al quarto posto in classifica.
L'anno successivo la Roma continua a proporre un buon calcio, ma peggiora il suo piazzamento finale, chiudendo quinta, sicché il tecnico non viene confermato per la stagione seguente, reo di aver fallito la qualificazione ai preliminari di Champions League.

Zeman sulla panchina della Roma nel 1997

Nel corso del biennio sulla panchina romanista, sono autori di notevoli prestazioni gli attaccanti Marco Delvecchio e soprattutto Francesco Totti, elemento simbolo della squadra giallorossa, diventatone capitano per la prima volta proprio in quel periodo; con il suo gioco sono, inoltre, andati in gol anche difensori come Vincent Candela.

#### Il Fenerbahçe e le esperienze campane
Dopo una breve esperienza di soli tre mesi nel campionato turco, precisamente nella prima serie locale con il Fenerbahçe, in cui da subentrato conquista tre vittorie, cinque pareggi e due sconfitte, si dimette e ritorna in Italia per allenare il Napoli neopromosso in Serie A. Dopo due punti conquistati in sei partite, tuttavia, viene esonerato dal neopresidente Giorgio Corbelli; a fine stagione la squadra azzurra, affidata nel frattempo a Emiliano Mondonico, è comunque retrocessa in Serie B.
L'anno successivo Zeman torna nei cadetti, sempre in Campania, prima con la Salernitana (raggiungendo un sesto posto con Fabio Vignaroli vice-capocannoniere del campionato e venendo esonerato nel campionato successivo con una squadra formata da giocatori presi da categorie inferiori, tra cui un giovane Gennaro Sardo) e successivamente, nella stagione 2003-2004, con l'Avellino, dove ritrova come presidente Pasquale Casillo e come direttore sportivo Giuseppe Pavone. Con gli irpini lancia l'attaccante bielorusso Vitali Kutuzaŭ e il difensore Matteo Contini, facendo inoltre esordire da titolare il giovane centrocampista Antonio Nocerino, al primo anno da professionista. A fine campionato la squadra retrocede in Serie C1 e il boemo lascia la panchina biancoverde.

#### La prima esperienza al Lecce

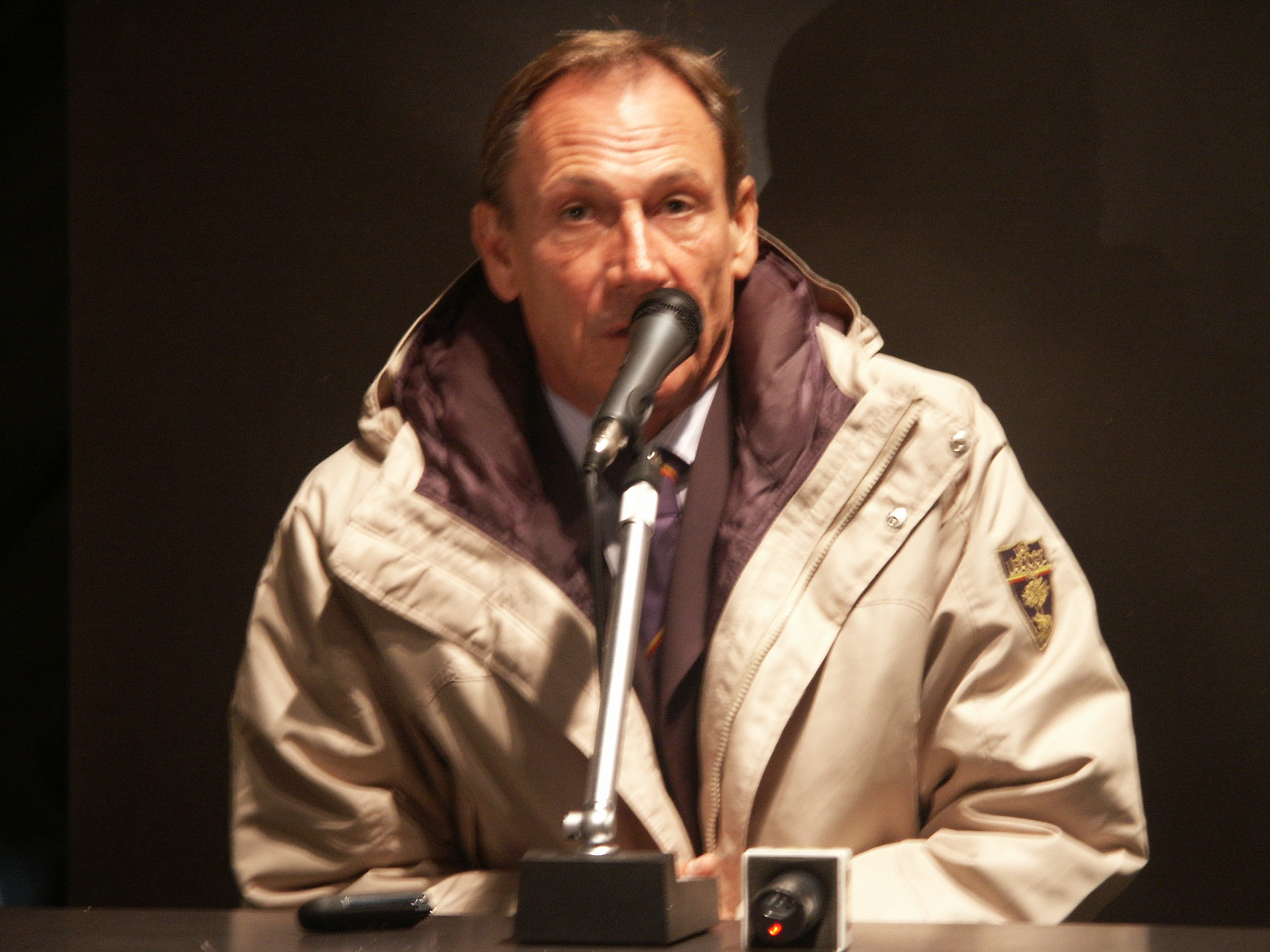
Zeman in conferenza stampa a Lecce nel 2006

Il 15 giugno 2004 approda per la prima volta sulla panchina del Lecce, militante nel campionato di Serie A 2004-2005; il boemo torna così nella massima divisione italiana dopo quasi quattro anni. Con i salentini ottiene la salvezza grazie all'undicesimo posto e, al contempo, lancia calciatori quali Mirko Vučinić, Valeri Božinov (ceduto a metà campionato) e Marco Cassetti, quest'ultimo il primo giocatore nella storia giallorossa a ricevere una convocazione nella nazionale italiana. La squadra di Zeman nell'ottobre 2004 raggiunge i vertici della classifica, ritrovandosi altresì a lottare per la qualificazione in Europa, e conclude l'annata con il secondo migliore attacco del campionato, con un solo gol in meno della Juventus campione d'Italia, anche se la difesa giallorossa risulta la più battuta del campionato italiano (per la prima volta nella storia della Serie A accadde che il club che aveva subito più gol non era tra quelli retrocessi in Serie B).

#### La parentesi al Brescia e il ritorno al Lecce
Il 5 marzo 2006 assume la guida tecnica del Brescia, in Serie B; il boemo è chiamato a sostituire Rolando Maran, esonerato dal presidente Luigi Corioni malgrado fosse reduce da una vittoria per 3-0 e nonostante le rondinelle si trovassero al quinto posto in classifica. Nonostante gli intenti palesati alla vigilia, col neotecnico che dichiara di voler portare la squadra a raggiungere i play-off, a fine campionato il Brescia rimane escluso dalla zona promozione. Con le rondinelle ancora relegate in serie cadetta, si chiude la breve parentesi di Zeman a Brescia.
Il 21 giugno 2006 il Lecce ufficializza il nuovo ingaggio di Zeman, che ritorna sulla panchina giallorossa dopo un anno, ricominciando nuovamente dalIa Serie B. Dopo che la squadra ha chiuso l'anno solare nella seconda metà della classifica e dopo dieci sconfitte in diciotto partite di campionato, la dirigenza decide di esonerare il tecnico boemo alla vigilia di Natale, il 24 dicembre 2006, mentre si trovava in vacanza a Praga. Al suo posto viene ingaggiato Giuseppe Papadopulo. In quell'anno comunque Zeman ha lanciato altri due giovani, Pablo Osvaldo e Giuseppe Vives, da lui voluti nel calciomercato estivo.

#### Stella Rossa
Il 17 giugno 2008 diventa allenatore della Stella Rossa, subentrando ad Aleksandar Janković. I risultati sono negativi: la squadra non riesce ad accedere alla Coppa UEFA, venendo eliminata dai ciprioti dell'APOEL. In campionato la Stella Rossa dopo tre giornate si trova ultima in classifica, con un punto e zero gol segnati, posizione che, insieme a qualche polemica con la dirigenza, conduce alla rescissione consensuale del contratto di Zeman con il club.

#### Il terzo ritorno al Foggia
Il 20 luglio 2010 Pasquale Casillo, insieme ad altri imprenditori, riacquista ufficialmente il Foggia e ingaggia di nuovo come allenatore Zeman, riformando il trio del "Foggia dei miracoli" con Giuseppe Pavone nuovamente come direttore sportivo.
Dopo aver concluso la stagione al sesto posto con il miglior attacco (in larga parte conseguito con la coppia formata da Lorenzo Insigne e Marco Sau, capocannoniere del campionato), e la difesa più battuta sfiorando i play-off, il 23 maggio 2011 dichiara in conferenza stampa di voler chiudere la sua avventura rossonera, poiché deluso dai risultati conseguiti.
In questa stagione ha lanciato Vasco Regini e Moussa Koné; quest'ultimo è stato anche convocato nella nazionale olimpica della Costa d'Avorio.

#### Pescara
Il 21 giugno 2011 diventa allenatore del Pescara, militante in Serie B. Il 20 maggio 2012 riporta la squadra biancazzurra in Serie A dopo diciannove anni, vincendo il campionato con un totale di 83 punti in 42 partite, vincendone 26 (14 in casa e 12 in trasferta), pareggiandone 5 e perdendone 11; inoltre la sua squadra ha realizzato 90 gol (miglior attacco del campionato) e ne ha subiti 55. In questa stagione ha lanciato Ciro Immobile (capocannoniere del campionato) e Marco Verratti, che assieme a Marco Capuano e Simone Romagnoli sono stati convocati nella Nazionale Under-21, e ha valorizzato ulteriormente Lorenzo Insigne e Moussa Koné (già allenati la stagione precedente a Foggia); con l'ulteriore convocazione di Koné, stavolta nella nazionale maggiore ivoriana, si è stabilito anche il record di convocazioni per il Pescara.
Il 17 febbraio 2013 viene premiato con la Panchina d'argento, riferita alla precedente annata vissuta a Pescara.

#### Il ritorno alla Roma
Il 2 giugno 2012 annuncia l'addio al Pescara e il conseguente passaggio sulla panchina della Roma a partire dal successivo 1º luglio: con la società giallorossa, nella quale fa ritorno a distanza di tredici anni, firma un contratto biennale, il primo della sua carriera, dato che in precedenza aveva stipulato solo accordi annuali. Il suo staff tecnico consta di Vincenzo Cangelosi come allenatore in seconda, Giacomo Modica come collaboratore tecnico e Roberto Ferola come preparatore atletico.
Dopo aver esordito in campionato in casa contro il Catania (2-2), il 2 settembre la sua squadra ottiene la vittoria a Milano contro l'Inter per 3-1, permettendo ai giallorossi di tornare a vincere in casa dei nerazzurri in campionato dopo cinque anni. Il 2 febbraio 2013, dopo la sconfitta interna contro il Cagliari (2-4) nella 23ª giornata e con la Roma all'ottavo posto in graduatoria, viene esonerato dall'incarico, anche a causa del rapporto ormai deteriorato con buona parte della rosa.
Nel corso della stagione ha lanciato i giovani Alessandro Florenzi (che nel corso dell'annata ha esordito nella Nazionale maggiore) e Marquinhos, voluti da lui stesso in squadra.

#### Cagliari
Il 2 luglio 2014 diventa il nuovo allenatore del Cagliari, primo tecnico della nuova proprietà targata Tommaso Giulini.
L'esordio in campionato è caratterizzato dal pareggio per 1-1 al Città del Tricolore di Reggio Emilia contro il Sassuolo. Nonostante vittorie "alla Zeman", come l'1-4 contro l'Inter anche stavolta a San Siro (prima vittoria del boemo da rossoblù), e lo 0-4 contro l'Empoli, maturati entrambi fuori casa, la squadra non riesce a ottenere alcun risultato utile al Sant'Elia nelle prime 16 giornate (escludendo il 2-0 col Catania e il 4-4 col Modena in Coppa Italia) e, complice anche un gioco che a poco a poco andava scemando, anche a causa della poca incisività in campo dei giocatori, frenati da allenamenti decisamente faticosi – da sempre una peculiarità di Zeman –, il 23 dicembre viene sollevato dall'incarico, cinque giorni dopo la sconfitta subita in casa dalla Juventus per 1-3, lasciando la squadra terzultima in classifica con 12 punti raccolti in 16 partite di campionato. Gli subentra l'ex bandiera sarda Gianfranco Zola.
Il 9 marzo 2015, dopo dieci partite, torna sulla panchina rossoblù in sostituzione dello stesso Zola, con l'obiettivo dichiarato di salvare la squadra, in quel momento messa peggio di come l'aveva lasciata due mesi e mezzo prima: penultima con 20 punti a pari merito con il Cesena, a -4 dal quartultimo posto che significherebbe salvezza. Comincia la sua seconda avventura alla guida del Cagliari con un pareggio per 1-1 ottenuto in casa contro l'Empoli (sfiorando anche la vittoria, avendo i toscani pareggiato al 93'), facendo rivedere il suo gioco spiccatamente offensivo e spettacolare. Il 21 aprile 2015, dopo quattro sconfitte consecutive, si dimette da allenatore degli isolani. Il bilancio dell'esperienza del ceco a Cagliari è complessivamente di 13 punti in 21 partite.

#### Lugano
Il 14 giugno 2015 firma per il Lugano, neopromosso nella Super League (massima serie del campionato svizzero), conducendolo al nono posto finale e alla salvezza matematica in campionato, nonché alla finale di Coppa Svizzera, persa contro lo Zurigo.
Il 4 giugno 2016, a seguito di un colloquio con i vertici della società ticinese, decide di non rinnovare il contratto, adducendo a motivazione una mancanza di chiarezza e professionalità all'interno del club, nonché la volontà di non ripetere una stagione altrettanto complessa.

#### Il ritorno al Pescara
Il 17 febbraio 2017 viene ufficializzato il suo ritorno come allenatore al Pescara dopo cinque anni, al posto dell'esonerato Massimo Oddo. Esordisce il 19 febbraio con un netto 5-0 contro il Genoa, il che sancisce la prima vittoria sul campo dopo 24 giornate senza successi (la vittoria a tavolino per 3-0 contro il Sassuolo, 6 pareggi e 17 sconfitte). Il 4 marzo, in occasione della sconfitta per 3-1 in casa della Sampdoria, raggiunge quota 1000 panchine in carriera tra i professionisti. Il 24 aprile, a seguito della sconfitta in casa per 1-4 contro la Roma, la squadra retrocede aritmeticamente in Serie B con cinque turni di anticipo.
Confermato anche per la stagione successiva, viene sollevato dall'incarico il 4 marzo 2018, con la squadra tredicesima in classifica.

#### Il quarto ritorno al Foggia
Il 26 giugno 2021, dopo più di tre anni d'inattività ritorna per la quarta volta a Foggia, sempre in terza serie. Esordisce nuovamente sulla panchina rossonera il successivo 21 agosto, nell'incontro di Coppa Italia Serie C contro la Paganese, vinto per 2-0. Il 7 novembre tocca quota 1000 panchine tra i professionisti con squadre italiane, nel 3-0 contro la stessa Paganese. Il 28 novembre conquista 100 vittorie in campionato con il club pugliese nel 5-2 contro la Vibonese. A fine stagione la squadra chiude il campionato in settima posizione, qualificandosi per i play-off, poi persi al primo turno della fase nazionale nel doppio confronto con l'Entella. Il 26 maggio 2022 comunica di non voler proseguire il suo rapporto con la società rossonera, per sopravvenute divergenze con la stessa.

#### Il terzo ritorno al Pescara
Il 27 febbraio 2023 viene ufficializzato il ritorno per la terza volta di Zeman al Pescara, in Serie C, in sostituzione del dimissionario Alberto Colombo che lascia la squadra al terzo posto in classifica, a 28 punti di distanza dal Catanzaro, capolista, e a 16 dal Crotone, secondo. Nell'occasione è affiancato in panchina da Giovanni Bucaro (suo ex giocatore a Foggia,) in sostituzione del suo storico vice, Vincenzo Cangelosi, separatosi professionalmente dal boemo dopo trent'anni. Al suo debutto in panchina, gli abruzzesi pareggiano in casa con la Juve Stabia per 2-2; la prima vittoria arriva la settimana seguente in trasferta ad Agropoli, contro la Gelbison, per 1-2. Al termine della stagione mantiene il Delfino al terzo posto, qualificandolo alla fase nazionale dei play-off, dove, dopo aver eliminato rispettivamente Virtus Verona ed Entella, si ferma in semifinale, perdendo ai rigori proprio contro il Foggia allenato da Delio Rossi, ex giocatore rossonero nella stagione 1986-1987, la prima del ciclo zemaniano.
Il 12 dicembre 2023 viene ricoverato per una lieve ischemia transitoria in una clinica di Pescara, da cui viene dimesso dopo tre giorni. Tornato poco dopo in panchina, il 17 febbraio 2024 viene nuovamente ricoverato e sottoposto a un intervento che stavolta lo costringe a sospendere l'attività fino al termine della stagione; in ragione di ciò, il 22 dello stesso mese rassegna le dimissioni, lasciando la guida della squadra adriatica al suo vice Bucaro.

## Controversie

### Le accuse di abuso di farmaci al calcio italiano
Il 26 luglio 1998, nel corso del ritiro precampionato con la Roma a Predazzo, Zeman rispose alla domanda di un giornalista su cosa non gli piacesse del calcio di allora, lamentandosi oltre che della presenza ingombrante della finanza – «Io vorrei che il calcio uscisse dalle farmacie e dagli uffici finanziari e rimanesse soltanto sport e divertimento. Ma il calcio oggi è sempre più un'industria e sempre meno un gioco» –, anche dell'abusivo ricorso – a suo dire – a doping e farmaci negli spogliatoi delle squadre; tali dichiarazioni furono replicate in altre interviste, rilasciate il mese seguente, rispettivamente a la Repubblica e a L'Espresso. Le parole di Zeman ebbero vasta eco sul campionato italiano, con particolare riferimento alla Juventus, le cui componenti reagirono con una querela. In seguito a tali dichiarazioni, la magistratura aprì un'inchiesta a Torino; nel frattempo Paolo Negro, allora difensore della Lazio, ritorse le accuse contro lo stesso boemo, colpevole – a detta del calciatore – di aver somministrato creatina ai biancocelesti nel periodo in cui sedeva sulla panchina dei capitolini. Sul fatto si pronunciò anche il CONI, dichiarando «illegale» la sostanza Mentre anche il Parma, la Roma e il Torino risultarono coinvolti nella vicenda, gli sviluppi dell'indagine portarono all'incriminazione di entrambe le società sabaude per competenza territoriale, con il Torino processato nel 2001: Davide Palazzetti, ex amministratore delegato del club granata, fu condannato all'arresto, nonché a una multa di 15 milioni, per «detenzione abusiva di medicinali e frode in commercio».
Per quanto riguarda la Juventus, a essere imputati furono il medico sociale Riccardo Agricola e l'amministratore delegato Antonio Giraudo. Il processo a carico del club bianconero si concluse nel marzo 2007 con verdetto di assoluzione, confermato dalla Corte di cassazione, per il reato di «frode sportiva» relativo all'EPO. Furono invece annullate in parte qua le sentenze di assoluzione in secondo grado circa la somministrazione di medicinali vietati diversi dall'EPO, ritenendo «carente» la decisione della Corte d'appello sul punto specifico, e la somministrazione off-label di quelli leciti, ritenendo che potessero configurarsi in abstracto violazioni dell'articolo 1 della legge n. 401 del 13 dicembre 1989 (l'unica applicabile al periodo indagato), pur non essendo all'epoca ancora in vigore la legge sul particolare (introdotta il 14 dicembre 2000). Lo svolgersi di una nuova perizia, sancita dalla corte, non ebbe luogo per l'estinzione delle accuse in oggetto. Nel 2005 sia Agricola sia Giraudo furono assolti sul piano della giustizia sportiva, sentenza confermata sia dalla Commissione d'Appello Federale nel 2006 sia dal giudice di ultima istanza nel 2007.
Considerato nel sentire comune, in virtù di ciò, come l'antijuventino per antonomasia, il boemo ha sempre rigettato questa nomea ribattendo che sin da piccolo è un tifoso bianconero, soprattutto nel periodo in cui lo zio ha giocato e successivamente allenato la squadra torinese.

### Le controversie con Luciano Moggi
Nell'autunno 2009, interrogato circa il possibile coinvolgimento del Lecce nei fatti di Calciopoli, il boemo accusò Luciano Moggi di averne minato la carriera: contestò nella fattispecie presunte manovre messe in atto dall'ex dirigente juventino allo scopo di provocarne l'esonero, precisamente ai tempi della Roma, del Napoli, della Salernitana e dell'Avellino, dalle quali il tecnico era stato licenziato rispettivamente nel 1999, 2000 e 2002, tranne ad Avellino, dove l'allora presidente Casillo lo mantenne in panchina nonostante l'imminente retrocessione. A detta di Zeman, tali circostanze sarebbero state ascrivibili alle accuse da lui stesso sollevate contro il club torinese nel 1998.
Dal momento che Moggi, in risposta alle accuse di Zeman, ne mise in discussione le effettive capacità gestionali, spiegando con esse i vari esoneri del tecnico, Zeman sporse una querela, ritenendo che l'affermazione costituisse atto diffamatorio nei propri confronti; a seguito della richiesta di rinvio a giudizio per l'ex dirigente, questi venne prosciolto nel novembre 2012.

## Nella cultura di massa
Nel 1999 il cantautore Antonello Venditti gli ha dedicato La coscienza di Zeman, contenuta nell'album Goodbye Novecento, il cui titolo è una parodia del romanzo La coscienza di Zeno di Italo Svevo.
Nel 2009 esce il docufilm Zemanlandia, per la regia di Giuseppe Sansonna; lo stesso regista gli dedicherà, due anni più tardi, Due o tre cose che so di lui.
Nel 2022 esce la sua autobiografia, La bellezza non ha prezzo, scritta con Andrea Di Caro, vicedirettore de La Gazzetta dello Sport.

## Riconoscimenti
Nel 2002 si è aggiudicato il premio speciale Tor Vergata - Etica nello sport, organizzato dall'Università degli Studi di Roma Tor Vergata e assegnato ogni anno a personalità sportive che si sono contraddistinte per lealtà, correttezza, impegno sociale e lotta al doping.

## Statistiche

### Statistiche da allenatore
Statistiche aggiornate al 18 febbraio 2024. In grassetto le competizioni vinte.
| Stagione            | Squadra            | Campionato         | Campionato | Campionato | Campionato | Campionato | Coppe nazionali | Coppe nazionali | Coppe nazionali | Coppe nazionali | Coppe nazionali | Coppe continentali | Coppe continentali | Coppe continentali | Coppe continentali | Coppe continentali | Altre coppe | Altre coppe | Altre coppe | Altre coppe | Altre coppe | Totale | Totale | Totale | Totale | % Vittorie | Piazzamento         |
| Stagione            | Squadra            | Comp               | G          | V          | N          | P          | Comp            | G               | V               | N               | P               | Comp               | G                  | V                  | N                  | P                  | Comp        | G           | V           | N           | P           | G      | V      | N      | P      | %          | Piazzamento         |
| ------------------- | ------------------ | ------------------ | ---------- | ---------- | ---------- | ---------- | --------------- | --------------- | --------------- | --------------- | --------------- | ------------------ | ------------------ | ------------------ | ------------------ | ------------------ | ----------- | ----------- | ----------- | ----------- | ----------- | ------ | ------ | ------ | ------ | ---------- | ------------------- |
| 1983-1984           | Licata             | C2                 | 34         | 11         | 12         | 11         | CI-C            | 6               | 1               | 3               | 2               | -                  | -                  | -                  | -                  | -                  | -           | -           | -           | -           | -           | 40     | 12     | 15     | 13     | 30,00      | 11º                 |
| 1984-1985           | Licata             | C2                 | 34         | 15         | 14         | 5          | CI-C            | 12              | 8               | 2               | 2               | -                  | -                  | -                  | -                  | -                  | -           | -           | -           | -           | -           | 46     | 23     | 16     | 7      | 50,00      | 1º (prom.)          |
| 1985-1986           | Licata             | C1                 | 34         | 11         | 9          | 14         | CI-C            | 8               | 5               | 1               | 2               | -                  | -                  | -                  | -                  | -                  | -           | -           | -           | -           | -           | 42     | 16     | 10     | 16     | 38,10      | 11º                 |
| Totale Licata       | Totale Licata      | Totale Licata      | 102        | 37         | 35         | 30         |                 | 26              | 14              | 6               | 6               |                    | -                  | -                  | -                  | -                  |             | -           | -           | -           | -           | 128    | 51     | 41     | 36     | 39,84      |                     |
| 1986-apr. 1987      | Foggia             | C1                 | 27         | 11         | 9          | 7          | CI-C            | 6               | 1               | 2               | 3               | -                  | -                  | -                  | -                  | -                  | -           | -           | -           | -           | -           | 33     | 12     | 11     | 10     | 36,36      | Eson.               |
| 1987-ott. 1987      | Parma              | B                  | 7          | 1          | 2          | 4          | CI              | 5               | 3               | 2               | 0               | -                  | -                  | -                  | -                  | -                  | -           | -           | -           | -           | -           | 12     | 4      | 4      | 4      | 33,33      | Eson.               |
| 1988-1989           | Messina            | B                  | 38         | 13         | 12         | 13         | CI              | 5               | 1               | 1               | 3               | -                  | -                  | -                  | -                  | -                  | -           | -           | -           | -           | -           | 43     | 14     | 13     | 16     | 32,56      | 8º                  |
| 1989-1990           | Foggia             | B                  | 38         | 15         | 9          | 14         | CI              | 1               | 0               | 0               | 1               | -                  | -                  | -                  | -                  | -                  | -           | -           | -           | -           | -           | 39     | 15     | 9      | 15     | 38,46      | 8º                  |
| 1990-1991           | Foggia             | B                  | 38         | 21         | 9          | 8          | CI              | 4               | 1               | 0               | 3               | -                  | -                  | -                  | -                  | -                  | -           | -           | -           | -           | -           | 42     | 22     | 9      | 11     | 52,38      | 1º (prom.)          |
| 1991-1992           | Foggia             | A                  | 34         | 12         | 11         | 11         | CI              | 2               | 0               | 1               | 1               | -                  | -                  | -                  | -                  | -                  | CM          | 1           | 0           | 1           | 0           | 37     | 12     | 13     | 12     | 32,43      | 9º                  |
| 1992-1993           | Foggia             | A                  | 34         | 10         | 12         | 12         | CI              | 4               | 1               | 2               | 1               | -                  | -                  | -                  | -                  | -                  | -           | -           | -           | -           | -           | 38     | 11     | 14     | 13     | 28,95      | 12º                 |
| 1993-1994           | Foggia             | A                  | 34         | 10         | 13         | 11         | CI              | 6               | 2               | 1               | 3               | -                  | -                  | -                  | -                  | -                  | -           | -           | -           | -           | -           | 40     | 12     | 14     | 14     | 30,00      | 9º                  |
| 1994-1995           | Lazio              | A                  | 34         | 19         | 6          | 9          | CI              | 8               | 6               | 0               | 2               | CU                 | 8                  | 5                  | 2                  | 1                  | -           | -           | -           | -           | -           | 50     | 30     | 8      | 12     | 60,00      | 3º                  |
| 1995-1996           | Lazio              | A                  | 34         | 17         | 8          | 9          | CI              | 4               | 1               | 2               | 1               | CU                 | 4                  | 2                  | 0                  | 2                  | -           | -           | -           | -           | -           | 42     | 20     | 10     | 12     | 47,62      | 3º                  |
| 1996-gen. 1997      | Lazio              | A                  | 18         | 6          | 5          | 7          | CI              | 4               | 2               | 1               | 1               | CU                 | 4                  | 2                  | 1                  | 1                  | -           | -           | -           | -           | -           | 26     | 10     | 7      | 9      | 38,46      | Eson.               |
| Totale Lazio        | Totale Lazio       | Totale Lazio       | 86         | 42         | 19         | 25         |                 | 16              | 9               | 3               | 4               |                    | 16                 | 9                  | 3                  | 4                  |             | -           | -           | -           | -           | 118    | 60     | 25     | 33     | 50,85      |                     |
| 1997-1998           | Roma               | A                  | 34         | 16         | 11         | 7          | CI              | 6               | 3               | 1               | 2               | -                  | -                  | -                  | -                  | -                  | -           | -           | -           | -           | -           | 40     | 19     | 12     | 9      | 47,50      | 4º                  |
| 1998-1999           | Roma               | A                  | 34         | 15         | 9          | 10         | CI              | 4               | 1               | 3               | 0               | CU                 | 8                  | 4                  | 2                  | 2                  | -           | -           | -           | -           | -           | 46     | 20     | 14     | 12     | 43,48      | 5º                  |
| ott. 1999-gen. 2000 | Fenerbahçe         | T1L                | 10         | 3          | 5          | 2          | TK              | 1               | 0               | 0               | 1               | CU                 | -                  | -                  | -                  | -                  | -           | -           | -           | -           | -           | 11     | 3      | 5      | 3      | 27,27      | Sub., Dimis.        |
| 2000-nov. 2000      | Napoli             | A                  | 6          | 0          | 2          | 4          | CI              | 2               | 0               | 1               | 1               | -                  | -                  | -                  | -                  | -                  | -           | -           | -           | -           | -           | 8      | 0      | 3      | 5      | &0,00      | Eson.               |
| 2001-2002           | Salernitana        | B                  | 38         | 14         | 11         | 13         | CI              | 3               | 1               | 0               | 2               | -                  | -                  | -                  | -                  | -                  | -           | -           | -           | -           | -           | 41     | 15     | 11     | 15     | 36,59      | 6º                  |
| 2002-dic. 2002      | Salernitana        | B                  | 16         | 3          | 3          | 10         | CI              | 3               | 0               | 2               | 1               | -                  | -                  | -                  | -                  | -                  | -           | -           | -           | -           | -           | 19     | 3      | 5      | 11     | 15,79      | Eson.               |
| Totale Salernitana  | Totale Salernitana | Totale Salernitana | 54         | 17         | 14         | 23         |                 | 6               | 1               | 2               | 3               |                    | -                  | -                  | -                  | -                  |             | -           | -           | -           | -           | 60     | 18     | 16     | 26     | 30,00      |                     |
| 2003-2004           | Avellino           | B                  | 46         | 8          | 13         | 25         | CI              | 3               | 0               | 0               | 3               | -                  | -                  | -                  | -                  | -                  | -           | -           | -           | -           | -           | 49     | 8      | 13     | 28     | 16,33      | 23º (retr.)         |
| 2004-2005           | Lecce              | A                  | 38         | 10         | 14         | 14         | CI              | 4               | 2               | 0               | 2               | -                  | -                  | -                  | -                  | -                  | -           | -           | -           | -           | -           | 42     | 12     | 14     | 16     | 28,57      | 11º                 |
| mar.-giu. 2006      | Brescia            | B                  | 11         | 2          | 2          | 7          | CI              | -               | -               | -               | -               | -                  | -                  | -                  | -                  | -                  | -           | -           | -           | -           | -           | 11     | 2      | 2      | 7      | 18,18      | Sub. 10º            |
| 2006-dic. 2006      | Lecce              | B                  | 18         | 6          | 2          | 10         | CI              | 1               | 0               | 0               | 1               | -                  | -                  | -                  | -                  | -                  | -           | -           | -           | -           | -           | 19     | 6      | 2      | 11     | 31,58      | Eson.               |
| Totale Lecce        | Totale Lecce       | Totale Lecce       | 56         | 16         | 16         | 24         |                 | 5               | 2               | 0               | 3               |                    | -                  | -                  | -                  | -                  |             | -           | -           | -           | -           | 61     | 18     | 16     | 27     | 29,51      |                     |
| 2008-set. 2008      | Stella Rossa       | SS                 | 3          | 0          | 1          | 2          | KS              | -               | -               | -               | -               | CU                 | 2                  | 0                  | 2                  | 0                  | -           | -           | -           | -           | -           | 5      | 0      | 3      | 2      | &0,00      | Resc. cons.         |
| 2010-2011           | Foggia             | 1D                 | 34         | 14         | 5          | 15         | CI-LP           | 8               | 6               | 1               | 1               | -                  | -                  | -                  | -                  | -                  | -           | -           | -           | -           | -           | 42     | 20     | 6      | 16     | 47,62      | 6º                  |
| 2011-2012           | Pescara            | B                  | 42         | 26         | 5          | 11         | CI              | 1               | 0               | 1               | 0               | -                  | -                  | -                  | -                  | -                  | -           | -           | -           | -           | -           | 43     | 26     | 6      | 11     | 60,47      | 1º (prom.)          |
| 2012-feb. 2013      | Roma               | A                  | 23         | 10         | 4          | 9          | CI              | 3               | 3               | 0               | 0               | -                  | -                  | -                  | -                  | -                  | -           | -           | -           | -           | -           | 26     | 13     | 4      | 9      | 50,00      | Eson.               |
| Totale Roma         | Totale Roma        | Totale Roma        | 91         | 41         | 24         | 26         |                 | 13              | 7               | 4               | 2               |                    | 8                  | 4                  | 2                  | 2                  |             | -           | -           | -           | -           | 112    | 52     | 30     | 30     | 46,43      |                     |
| 2014-apr. 2015      | Cagliari           | A                  | 21         | 2          | 7          | 12         | CI              | 2               | 1               | 1               | 0               | -                  | -                  | -                  | -                  | -                  | -           | -           | -           | -           | -           | 23     | 3      | 8      | 12     | 13,04      | Eson., Sub., Dimis. |
| 2015-2016           | Lugano             | SL                 | 36         | 9          | 8          | 19         | CS              | 6               | 5               | 0               | 1               | -                  | -                  | -                  | -                  | -                  | -           | -           | -           | -           | -           | 42     | 14     | 8      | 20     | 33,33      | 9º                  |
| feb.-giu. 2017      | Pescara            | A                  | 14         | 2          | 3          | 9          | CI              | -               | -               | -               | -               | -                  | -                  | -                  | -                  | -                  | -           | -           | -           | -           | -           | 14     | 2      | 3      | 9      | 14,29      | Sub. 20º (retr.)    |
| 2017-mar. 2018      | Pescara            | B                  | 28         | 9          | 9          | 10         | CI              | 3               | 2               | 0               | 1               | -                  | -                  | -                  | -                  | -                  | -           | -           | -           | -           | -           | 31     | 11     | 9      | 11     | 35,48      | Eson.               |
| 2021-2022           | Foggia             | C                  | 36+4       | 13+3       | 15         | 8+1        | CI-C            | 3               | 2               | 0               | 1               | -                  | -                  | -                  | -                  | -                  | -           | -           | -           | -           | -           | 43     | 18     | 15     | 10     | 41,86      | 7º                  |
| Totale Foggia       | Totale Foggia      | Totale Foggia      | 279        | 109        | 83         | 87         |                 | 34              | 13              | 7               | 14              |                    | -                  | -                  | -                  | -                  |             | 1           | 0           | 1           | 0           | 314    | 122    | 91     | 101    | 38,85      |                     |
| feb.-giu. 2023      | Pescara            | C                  | 9+6        | 5+3        | 2+3        | 2          | CI-C            | -               | -               | -               | -               | -                  | -                  | -                  | -                  | -                  | -           | -           | -           | -           | -           | 15     | 8      | 5      | 2      | 53,33      | Sub. 3º             |
| 2023-feb. 2024      | Pescara            | C                  | 27         | 12         | 5          | 10         | CI+CI-C         | 1+4             | 0+3             | 0+0             | 1+1             | -                  | -                  | -                  | -                  | -                  | -           | -           | -           | -           | -           | 32     | 15     | 5      | 12     | 46,88      | Dimis.              |
| Totale Pescara      | Totale Pescara     | Totale Pescara     | 126        | 57         | 27         | 42         |                 | 9               | 5               | 1               | 3               |                    | -                  | -                  | -                  | -                  |             | -           | -           | -           | -           | 135    | 62     | 28     | 45     | 45,93      |                     |
| Totale carriera     | Totale carriera    | Totale carriera    | 972        | 357        | 270        | 345        |                 | 133             | 61              | 28              | 44              |                    | 26                 | 13                 | 7                  | 6                  |             | 1           | 0           | 1           | 0           | 1 132  | 431    | 306    | 395    | 38,07      |                     |

## Palmarès

### Allenatore

#### Club
- Campionato italiano Serie C2: 1

Licata: 1984-1985 (girone D)
- Campionato italiano di Serie B: 2

Foggia: 1990-1991
Pescara: 2011-2012

#### Individuale
- L'allenatore dei sogni: 1

1996
- Panchina d'argento: 1

2011-2012
- Premio nazionale Andrea Fortunato nella categoria Allenatori

2016

## Opere
- La bellezza non ha prezzo. L'autobiografia, con Andrea Di Caro, Milano, Rizzoli, 2022, ISBN 978-88-17-16425-2.